# Twin Peaks: Fire Walk with Me
Pour les articles homonymes, voir Twin Peaks.
Série
Twin Peaks
(1990) Twin Peaks: The Return
(2017)
Pour plus de détails, voir Fiche technique et Distribution.
Twin Peaks: Fire Walk with Me ou Twin Peaks ou Twin Peaks : Feu marche avec moi au Québec est un film franco-américain réalisé par David Lynch et sorti en 1992.
Le long métrage sert de préquelle à la série Twin Peaks (1990) créée par le réalisateur et Mark Frost. Le film s'ouvre ainsi sur la découverte du corps de Teresa Banks et l'enquête sur son assassinat, se poursuit avec la prémonition, par l'agent Cooper, qu'un autre meurtre aura lieu, puis, « un an plus tard », raconte les sept derniers jours de la vie de Laura Palmer, dont le meurtre est le point de départ de la première saison.

## Synopsis

### Le meurtre de Teresa Banks
Gordon Cole (David Lynch), chef du FBI de Portland, envoie à Deer Meadow, dans l'état de Washington, l'agent Chet Desmond (Chris Isaak) et le légiste Sam Stanley (Kiefer Sutherland) pour enquêter sur le meurtre d'une serveuse : Teresa Banks (Pamela Gidley). Avant leur départ, Cole explique de manière codée que cette affaire entre dans le cadre de la rose bleue, un type d'enquêtes qui est gardé secret. Sur place, Desmond et Stanley sont rapidement en butte à l'hostilité des policiers locaux. Lors de l'autopsie du corps de Teresa, Stanley remarque que sur un de ses doigts, elle a l'empreinte d'une bague. Desmond consulte l'inventaire des objets, aucune bague n'a été trouvée. Stanley découvre sous un de ses ongles, un petit bout de papier sur lequel est inscrit un « T ». Teresa habitait dans une caravane, dans un camping tenu par Carl Rodd (Harry Dean Stanton). En fouillant la caravane, Desmond remarque une photo de Teresa sur laquelle elle porte une bague enchâssée d'une pierre verte. Malgré l'opposition de la police locale, Sam rentre à Portland en ambulance avec le corps pour effectuer une autopsie. Desmond retourne au camping et trouve la bague de Teresa sous sa caravane.
Dans les locaux du FBI à Philadelphie, l'agent Dale Cooper (Kyle MacLachlan) raconte à son supérieur Cole un de ses rêves qui le renvoie à cette journée et qui lui fait peur. Au même moment, l'agent Phillip Jeffries (David Bowie), porté disparu depuis 2 ans, fait irruption dans le bureau de Cole et déclare dans des propos confus avoir assisté à une réunion entre des esprits, qui s'avèrent être l'Homme venu d'un autre endroit (Michael J. Anderson), les Chalfont (Tremond dans la série), l'Homme des bois (Jürgen Prochnow) et Killer Bob (Frank Silva) et accuse l'agent Cooper de ne pas être lui-même. Jeffries disparaît ensuite mystérieusement, au même moment où le FBI est informé que Desmond a disparu à Deer Meadow.
Cooper se rend au camping de Deer Meadow et interroge Carl. Il remarque que sur le pare-brise de la voiture de Desmond est inscrit au rouge à lèvres « Let's rock ». Son enquête n'est cependant pas concluante et le laisse en proie à ses doutes.

### Les sept derniers jours de Laura Palmer
Un an plus tard, dans la petite ville de Twin Peaks, Laura Palmer (Sheryl Lee), jeune lycéenne aimée de tous, semble vivre une vie normale. Cependant, elle est consommatrice de cocaïne, qui lui est fournie par son petit ami, Bobby Briggs (Dana Ashbrook), petit ami qu'elle trompe avec James Hurley (James Marshall). Dans sa chambre, elle constate que trois pages de son journal intime ont été arrachées. Elle se rend chez Harold Smith (Lenny Von Dohlen), un ami et son confident, lui raconte ce qu'elle a constaté et qu'elle soupçonne Bob, un individu qui la harcèle depuis qu'elle a 12 ans. Mme Chalfont (Tremond dans la série, jouée par Frances Bay) et son petit fils apparaissent à Laura, lui donnent un tableau pour son mur de chambre et lui indiquent que « l'homme derrière le masque » est dans ladite chambre. Elle retourne alors chez elle, et découvre Bob caché derrière sa commode. Effrayée, elle s'enfuit et, alors qu'elle se cache aux alentours de sa maison, elle voit son père, Leland Palmer (Ray Wise), sortir à son tour.
Le soir même, le repas de famille est marqué par le comportement violent de Leland vis-à-vis de sa fille, lui reprochant notamment de négliger les bonnes manières en ne se lavant pas les mains, le tout sous le regard impuissant et dépassé de Sarah, la mère de Laura (Grace Zabriskie). La nuit, Laura rêve qu'elle pénètre dans le tableau offert par Mme Chalfont et qui lui permet d'entrer dans la « loge noire », où elle découvre l'anneau vert, l'Homme venu d'un autre endroit et Dale Cooper, qui lui demande de ne pas prendre l'anneau. Laura se retrouve alors dans son lit en compagnie d'Annie Blackburn (Heather Graham), couverte de sang, et qui lui dit que « le bon Dale est coincé dans la loge et qu'il ne peut en sortir ». Laura voit alors l'anneau dans sa main, mais lorsqu'elle se réveille, celui-ci a disparu.
Le lendemain soir, Laura se rend au relais routier Bang Bang Bar, où elle travaille comme prostituée pour le compte du tenant du bar, Jacques Renault. Elle y est bientôt rejointe par Donna Hayward (Moira Kelly), sa meilleure amie, qui l'avait suivie. Accostées par deux hommes, elles se rendent dans un autre bar à la frontière avec le Canada, où Laura retrouve son amie Ronette Pulaski également prostituée, consciente que Donna est en train de se droguer et de séduire un des deux clients, Laura implore son amie de ne pas devenir comme elle.
Le matin suivant, alors qu'elle rentre chez elle avec Leland en voiture, ils sont arrêtés par un manchot, Phillip « Mike » Gerrard (Al Strobel), qui invective Leland en lui reprochant d'avoir volé le maïs qu'il lui devait, tout en montrant à Laura l'anneau qu'il porte au doigt, et qui s'avère être celui de Teresa qu'elle a vu en rêve. Laura se met à hurler alors que Leland et Gerard se disputent violemment, et le manchot disparaît rapidement. Cette rencontre réveille de vieux souvenirs chez Leland, qui se remémore sa relation avec Teresa Banks, à qui il avait demandé d'amener des amies à elle pour qu'il couche avec, mais s'était enfui lorsqu'il avait remarqué que sa fille en faisait partie. Teresa avait ensuite compris qui Leland était réellement et avait envisagé de le faire chanter, chose qui l'a poussé à la tuer.
Ayant besoin de drogue, Laura accompagne Bobby la nuit dans la forêt pour un rendez-vous avec Cliff Howard, un trafiquant de cocaïne, mais celui-ci devient menaçant et Bobby l'abat puis l'enterre avec Laura.
La nuit suivante, alors que Laura s'est droguée, Bob pénètre dans sa chambre par la fenêtre et commence à la violer sauvagement. En pleurs, Laura lui demande qui il est et, en ouvrant les yeux, elle constate avec horreur que Bob n'est autre que son propre père, Leland.
Le lendemain, en pleine détresse, Laura rompt avec Bobby, puis à la nuit tombée, elle décide de mettre également un terme à sa relation avec James, qu'elle avoue aimer avant de le quitter. Elle rejoint alors Jacques Renault, qui est accompagné par un routier, Leo Johnson et Ronette Pulaski. Ils se rendent dans une cabane en forêt où ils se droguent, ont des rapports sexuels et ont des jeux sadiques avec les filles. Alors que Leland, qui a suivi sa fille, neutralise Renault, Johnson quitte les lieux précipitamment. Les filles sont emmenées par Leland devenu fou dans un wagon abandonné où Bob se dévoile et révèle à Laura avoir arraché les pages de son carnet qui le concernaient et son intention de la posséder comme il l'a précédemment fait pour son père. Mike arrive sur les lieux et parvient à sortir du wagon Ronette, qui s'est repentie auprès d'un ange, tout en jetant l'anneau à Laura. Celle-ci le met au doigt et Bob, enragé, la tue avant d'emballer son corps dans du plastique et de le jeter dans la rivière.
Bob, sous l'apparence de Leland, se rend dans la loge noire où il se retrouve face à Mike et à l'Homme venu d'un autre endroit qui lui exigent leur part de Garmonbozia (qui est la nourriture des esprits, formée de la douleur et du désespoir de leurs victimes et qui prend la forme de maïs à la crème) que Bob leur remet à contrecœur en arrachant du sang sur le corps de Leland.

### Épilogue
Le corps de Laura Palmer est découvert sur les bords de la rivière, déclenchant ainsi les événements de l'enquête tels que relatés dans la série télévisée. Dans la loge noire, Laura se retrouve en compagnie de Dale Cooper qui lui sourit, tandis qu'elle obtient enfin sa rédemption et goûte enfin au bonheur, symbolisés par un ange lumineux flottant dans la pièce.

## Fiche technique
Sauf indication contraire, les informations mentionnées dans cette section peuvent être confirmées par la base de données cinématographiques IMDb,  présente dans la section « Liens externes ».
- Titre original : Twin Peaks: Fire Walk with Me
- Titre français : Twin Peaks (parfois sous-titre Les 7 derniers jours de Laura Palmer)
- Titre québécois : Twin Peaks : Feu marche avec moi
- Réalisation : David Lynch
- Scénario : David Lynch et Robert Engels
- Musique : Angelo Badalamenti
- Direction artistique : Patricia Norris
- Photographie : Ron Garcia
- Montage : Mary Sweeney
- Mixage : David Parker, Michael Semanick et David Lynch
- Son : John Huck et David Lynch
- Production : Mark Frost et David Lynch (délégués)
- Sociétés de production : Ciby 2000 et New Line Cinema
- Sociétés de distribution : New Line Cinema (Etats-Unis), AMLF (France), Alliance Atlantis Communications (Canada)
- Budget : 10 millions de dollars (estimation)
- Pays de production :  États-Unis
- Langue originale : anglais
- Format : couleur - 35 mm - 1,85:1 - son Dolby numérique
- Genre : policier, thriller, fantastique, horreur psychologique, néo-surréalisme
- Durée : 135 minutes
- Dates de sortie :
  - France : mai 1992 (avant-première au festival de Cannes) ; 3 juin 1992 (sortie nationale)
  - États-Unis : 28 août 1992
- Classification :
  - France : interdit aux moins de 12 ans

## Distribution
- Sheryl Lee (VF : Isabelle Ganz) : Laura Palmer
- Ray Wise (VF : Joël Martineau) : Leland Palmer
- Mädchen Amick (VF : Dominique Chauby) : Shelly Johnson
- Michael J. Anderson : l'homme venu d'un autre endroit (le nain)
- Dana Ashbrook (VF : Emmanuel Jacomy) : Bobby Briggs
- Phoebe Augustine : Ronette Pulaski
- Frances Bay : Mrs Tremond
- David Bowie (VF : Edgar Givry) : Phillip Jeffries
- Catherine E. Coulson : Margaret Lanterman / la femme à la bûche
- Eric Da Re : Leo Johnson
- Miguel Ferrer (VF : Jacques Brunet) : Albert Rosenfield
- Pamela Gidley (VF : Nicole Hiss) : Teresa Banks
- Heather Graham (VF : Nicole Hiss) : Annie Blackburn
- Gary Hershberger : Mike Nelson
- Chris Isaak (VF : Pascal Renwick) : agent Chester Desmond
- Moira Kelly (VF : Anne Rondeleux) : Donna Hayward
- Peggy Lipton : Norma Jennings
- David Lynch (VF : William Sabatier) : Gordon Cole
- Kyle MacLachlan (VF : Patrick Poivey) : agent Dale Cooper
- James Marshall : James Hurley
- Walter Olkewicz : Jacques Renault
- Julee Cruise : la chanteuse du Readhouse
- Jürgen Prochnow : l'homme des bois
- Frank Silva : Bob
- Harry Dean Stanton (VF : Jean-Pierre Moulin) : Carl Rodd
- Al Strobel : Philip Gerard / le manchot
- Kiefer Sutherland (VF : Julien Kramer) : agent Sam Stanley
- Lenny Von Dohlen : Harold Smith
- Grace Zabriskie : Sarah Palmer
- Rick Aiello : Cliff Howard
- Gary Bullock : shériff Cable
- Calvin Lockhart : l'électricien
- Chris Pedersen : Tommy
- Victor Rivers : Buck

## Production

### Genèse du projet
Le 10 juin 1991, la saison 2 de Twin Peaks touche à sa fin. ABC, la chaîne qui produit la série, fait le choix de ne pas la prolonger d'une troisième saison en raison de la chute des audiences. La Spelling Television approche alors David Lynch pour proposer une troisième saison, mais les deux parties se mettent d'accord pour produire une trilogie de films qui exploreraient le mythe de la loge noire, comme l'explique le scénariste du film, Robert Engels. Mark Frost, co-créateur de la série, quitte quant à lui le projet pour réaliser un film, Storyville, décision motivée notamment par des désaccords avec Lynch quant au statut à accorder au film, à savoir d'en faire un préquel ou une suite. La société de production française Ciby 2000, créée en 1990 par Francis Bouygues, se propose de produire cette trilogie et un accord est signé un mois seulement après l'annulation de la série.
Pour ce qui est du sujet du premier film, David Lynch déclare très rapidement vouloir se centrer sur le personnage de Laura Palmer :  

« À la fin du feuilleton, j'ai éprouvé une forme de tristesse, je ne me résignais pas à quitter le monde de Twin Peaks (...) J'étais amoureux du personnage de Laura Palmer, de ses contradictions : radieuse en surface, mourante à l'intérieur. J'avais envie de la voir vivre, bouger, parler, d'explorer les recoins de ses tourments. »

— David Lynch dans Libération le 5 juin 1992.
Ce premier film centré sur l'univers de Twin Peaks sera donc un préquel centré sur les derniers jours de Laura Palmer.

### Attribution des rôles
Certains des acteurs jouant des rôles importants de la série n'ont pas participé au film. C'est notamment le cas de Lara Flynn Boyle (Donna Hayward), Sherilyn Fenn (Audrey Horne) et Richard Beymer (Benjamin Horne). Au moment du tournage, ces absences sont imputées à leurs emplois du temps, mais Sherilyn Fenn déclarera plus tard que « la deuxième saison s'était égarée, et que cela l'avait déçue. » Elle ne participera donc pas au tournage. Les scènes impliquant son personnage sont supprimées du script, et celles impliquant Benjamin Horne ne sont pas tournées. Lara Flynn Boyle est quant à elle remplacée par Moira Kelly pour le rôle de Donna Hayward.
Kyle MacLachlan est également réticent, pour les raisons évoquées par Sherilyn Fenn. Alors que le financement du film est prévu, les productions Lynch/Frost annoncent le 11 juillet 1991 que le film ne se fera pas, car l'acteur refuse de reprendre son rôle. Un mois plus tard, Kyle MacLachlan accepte finalement de tourner à condition que ses interventions soient réduites. David Lynch et Robert Engels réécrivent le scénario en conséquence. En particulier, l'enquête sur le meurtre de Teresa Banks, initialement prévue pour l'agent Dale Cooper, est attribuée à un autre agent du FBI. Kyle MacLachlan ne fera que cinq jours de tournage. Il affirmera plus tard : 

« David [Lynch] et Mark [Frost] n'étaient là que pour la première saison, et je me suis battu et battu pour essayer de les faire revenir — mais… Je pense qu'on s'est tous senti un peu abandonnés. J'avais donc du ressentiment, au moment de faire le film Fire Walk with Me. »

 Kyle MacLachlan ne travaillera plus avec David Lynch jusqu'à la saison 3 de Twin Peaks, diffusée en 2017.

### Tournage
Le tournage débute le 5 septembre 1991 dans la ville de Snoqualmie dans l'état de Washington et se termine le 31 octobre de la même année, avec la scène de la mort de Laura qui a due être tournée à Los Angeles. David Bowie, qui incarne Phillip Jeffries dans le film, s'est dit déçu de ne pas être resté plus longtemps sur le tournage, lui qui n'y a passé que quatre ou cinq jours. Plusieurs acteurs de la série ont tourné des scènes qui n'ont finalement pas été gardées dans le montage final, comme notamment Michael Ontkean (Shérif Truman), Jack Nance (Pete Martell), Don S. Davis (Major Briggs) et Russ Tamblyn (Dr Jacoby). Ils apparaissent donc dans les scènes coupées du film, regroupées dans Twin Peaks: The Missing Pieces[réf. nécessaire].

### Musique
La musique du film est composée par Angelo Badalamenti, fidèle collaborateur de David Lynch et déjà à l'oeuvre sur la série télévisée. Le réalisateur écrit par ailleurs les paroles de certaines chansons. On peut par ailleurs entendre le Requiem en ut mineur de Luigi Cherubini.
Liste des titres
Toute la musique est composée par Angelo Badalamenti, sauf exceptions notées.
| 1.    | Theme From Twin Peaks: Fire Walk With Me                                             |             |                      | 6:40 |
| 2.    | The Pine Float                                                                       |             |                      | 3:58 |
| 3.    | Sycamore Trees                                                                       | David Lynch |                      | 3:52 |
| 4.    | Don’t Do Anything (I Wouldn’t Do)                                                    |             |                      | 7:17 |
| 5.    | A Real Indication                                                                    | Lynch       |                      | 5:31 |
| 6.    | Questions in a World of Blue                                                         | Lynch       |                      | 4:50 |
| 7.    | The Pink Room                                                                        |             | Lynch                | 4:02 |
| 8.    | The Black Dog Runs at Night                                                          | Lynch       |                      | 1:45 |
| 9.    | Best Friends                                                                         |             | Lynch, David Slusser | 2:12 |
| 10.   | Moving Through Time                                                                  |             |                      | 6:41 |
| 11.   | Montage From Twin Peaks (Girl Talk / Birds in Hell / Laura Palmer’s Theme / Falling) |             |                      | 5:27 |
| 12.   | The Voice of Love                                                                    |             |                      | 3:55 |
| 56:10 |                                                                                      |             |                      |      |

## Accueil

### Critique
En France, le film est fraîchement accueilli par les critiques lors du festival de Cannes. Des huées auraient accompagnées sa projection et Lynch lui-même aurait été sifflé lors de sa conférence de presse. Réalisé pour combler la frustration de l’arrêt brutal de la série un an plus tôt, le film aurait déçu pour n’avoir abordé aucun des enjeux de la série restés sans réponse.
La plupart des critiques négatives viennent de critiques américains, dont Janet Maslin du New York Times qui écrit : « Le goût de M. Lynch pour le morbide grotesque a perdu de son originalité. » Le critique de cinéma Vincent Canby, du New York Times, estime que : « Ce n'est pas le pire film de tous les temps, mais ça y ressemble. » Dans son compte rendu pour le magazine Variety, Todd McCarthy écrit notamment : « Après tout ce qu'on a pu entendre, Laura Palmer n'est pas un personnage très intéressant ou convaincant et devient, bien avant que l'histoire n'arrive à son apogée, une adolescente ennuyeuse. »
USA Today donne au film une étoile et demie sur quatre, le qualifiant d'« affaire morbide sans joie ». Peter Travers (en), du magazine Rolling Stone, écrit : « Même si le film repousse les limites acceptées par la télévision sur la nudité, le langage cru et la violence, le contrôle de Lynch faiblit. Mais si l'inspiration manque, le talent demeure. Lynch est faillible, mais ne renonce jamais. » Dans son compte rendu sur  The Washington Post , Rita Kempley décrit le film comme un « prequel profondément émouvant et profondément indulgent. »
Une exception parmi les critiques américaines au moment de la sortie du film (et plus tard appelée « l'une des critiques les plus courageuses du film ») était du romancier Steve Erickson, qui a défendu le film dans le film LA Weekly et a contesté sa réception négative,.

Les critiques les plus positives sont venues de critiques de films britanniques, puis d'une analyse rétrospective. Mark Kermode a noté que beaucoup avaient fini par considérer le film comme un « chef-d'œuvre ». Parmi les critiques positives, Kim Newman du magazine britannique Sight & Sound déclare : 

« Les nombreux moments d'horreur du film [...] montrent à quel point le film d'horreur générique des années 1980 et 1990 est devenu ordonné, conventionnel et domestiqué. »

Ed Gonzalez de Slant Magazine a attribué au film quatre étoiles sur quatre, et le magazine l’a ensuite répertorié dans la liste des « 100 films essentiels ». À l'affiche du podcast The Cinephiliacs, le réalisateur James Gray l'a considéré comme « un film incroyable », « un chef-d'œuvre » et « un exemple classique de la façon dont les critiques se trompent. » Parlant de Fire Walk with Me, il déclare : 

« Je n'ai jamais vu de film réalisé au cours des 30 dernières années... je n'ai pas vu de film au cours des 30 dernières années, en Amérique, qui nous demande donc de comprendre et d’être à la place d’une personne qui souffre si profondément. C’est une affaire de beauté. »

Dans le livre Lynch on Lynch, Chris Rodley qualifie le film de 

« brillant mais excitant » en écrivant qu'« au moment où Lynch dévoilait Twin Peaks: Fire Walk with Me en 1992, la réaction critique était devenue hostile. Le film fait maintenant l'objet d'une réévaluation critique prudente mais sympathique : c'est sans aucun doute l'une des visions les plus cruelles et les plus sombres de Lynch, et a même réussi à déplaire aux fans inconditionnels de la série. [...] En exposant le cœur même de la série télévisée, Lynch a été obligé d’accepter qu’il ne reviendrait probablement pas dans la ville de Twin Peaks. »

Le film détient une note de 64 % sur le site de Rotten Tomatoes, basé sur 75 critiques avec une note moyenne de 6,7/10. Le site web écrit à propos du consensus des critiques : 

« Pour le meilleur ou pour le pire, Twin Peaks: Fire Walk with Me est tout aussi étrange et tordu que ce à quoi vous pouvez vous attendre venant de David Lynch. »

Metacritic, qui attribue une note sur 100 aux articles de critiques de films grand public, indique qu'il existe des « critiques généralement mixte », avec une moyenne de 45 sur 29 critiques.

### Réévaluation
Plusieurs années après sa sortie et son accueil mitigé voire négatif, Twin Peaks: Fire Walk with Me a bénéficié d'une réévaluation et est aujourd'hui considéré comme étant l'un des meilleurs films de David Lynch,. Dans The Guardian en 2007, le critique cinéma Mark Kermode constate que beaucoup considèrent le film comme un « chef-d'œuvre. »
En 2019, le film est classé à la 4e place du classement des meilleurs films des années 1990 par le British Film Institute.

## Distinctions
| Année | Prix                            | Catégorie                              | Nomination                  | Résultat   |
| ----- | ------------------------------- | -------------------------------------- | --------------------------- | ---------- |
| 1992  | Festival de Cannes 1992         | Palme d'or (en compétition officielle) | David Lynch                 | Nomination |
| 1993  | 19e cérémonie des Saturn Awards | Meilleur film d'horreur                | -                           | Nomination |
| 1993  | 19e cérémonie des Saturn Awards | Meilleure actrice                      | Sheryl Lee                  | Nomination |
| 1993  | 19e cérémonie des Saturn Awards | Meilleur acteur dans un second rôle    | Ray Wise                    | Nomination |
| 1993  | 19e cérémonie des Saturn Awards | Meilleur scénario                      | David Lynch & Robert Engels | Nomination |
| 1993  | 19e cérémonie des Saturn Awards | Meilleure musique                      | Angelo Badalamenti          | Lauréat    |

## Diffusion en vidéo

### DVD
Le film est distribué en DVD en France par MK2 sous son titre original Twin Peaks: Fire Walk with Me,.
Bien que détenant les droits d’exploitation du film Twin Peaks: Fire Walk with Me et de ses scènes non présentes dans le montage, MK2 n'a pas souhaité insérer sur DVD les 17 scènes coupées. D'une durée approximative d'une heure, ces scènes ont pourtant été remontées et postsynchronisées par David Lynch et son équipe en avril 2000.

### Blu-ray
Le film sort en France en Blu-ray à l'automne 2010.
L'intégrale de la série, contenant également le film Twin Peaks: Fire Walk with Me sort en France en Blu-ray le 29 juillet 2014 chez Paramount Home Entertainment. Son contenu est important : 10 disques remplis de bonus dont certains exclusifs à ce coffret. Par exemple, Les pièces manquantes du dossier regroupe 90 minutes inédites de scènes coupées, et alternatives du film.

### Collector
Le film ressort en Blu-ray dans un coffret limité à 25 000 exemplaires Twin Peaks : From Z to A, ainsi que l'intégrale de la série, le documentaire Impressions : un voyage dans les coulisses de Twin Peaks (291 min), 2 Blu-ray de bonus inédits (360 min), 1 Blu-ray 4K Ultra HD avec 2 épisodes remasterisés, 25 cartes imprimées et une figurine.

## Twin Peaks: The Missing Pieces(2014)
Pour plus de détails, voir Fiche technique et Distribution.
Twin Peaks: The Missing Pieces est un long métrage réalisé par David Lynch et sorti en 2014. Il s'agit de la compilation des nombreuses scènes coupées de Twin Peaks: Fire Walk with Me.

### Scènes coupées
- Bagarre entre Chet Desmond et le Shérif Cable, résultat des tensions entre les deux hommes tel que montrées dans le film original.
- Dale Cooper se rend à Deer Meadow pour rencontrer Sam Stanley et l'interroger sur Desmond.
- Phillip Jeffries rentre dans l'ascenseur d'un hôtel argentin et en ressort plusieurs années plus tard, pour arriver au bureau de Gordon Cole à Philadelphie, débouchant ensuite sur la scène du film original.
- Le dialogue entre l'Homme venu d'un autre endroit et Bob est prolongé.
- Laura Palmer découvre qu'il manque des pages à son journal intime et demande à sa mère si elle peut lui emprunter sa voiture. Le soir-même, Leland Palmer apprend à sa famille comment se présenter en islandais.
- Au Double R Dinner, Ed et Nadine Hurley pénètrent dans le restaurant avant que cette dernière ne s'en aille avec colère à la vue de Norma Jennings, patronne du lieu mais également maîtresse de son mari.
- Dans un flashback, Teresa Banks découvre que son client est Leland, le père de Laura et essaye de le faire chanter.
- Discussion entre Dale Cooper et l'Homme venu d'un autre endroit dans la loge noire.
- Alors qu'elle monte dans sa chambre, Laura entend la voix de Bob dans le ventilateur au plafond et commence à se faire posséder. Cependant, Sarah Palmer arrive et interrompt ainsi le rituel.
- Après avoir découvert que son père et Bob ne font qu'un, Laura demande à sa mère si elle peut aller chez Bobby Briggs. Plus tard, alors qu'elle se prépare à rejoindre James Hurley, Laura se cache dans le jardin pour éviter d'être vue par Leland.
- La Femme à la bûche est montrée alors qu'elle entend Laura hurler lors de son meurtre.

### Production
Lors du montage de Fire Walk with Me, de nombreuses scènes doivent être coupées du film afin d'éviter les problèmes de rythme et de durée. Cependant, Lynch décide d'associer toutes ces scènes coupées dans l'ordre chronologique, donnant ainsi un long-métrage d'une heure et demie. Les scènes coupées permettent notamment de suivre plus en détail l'enquête du meurtre de Teresa Banks, menée par Chet Desmond et Sam Stanley, mais également de suivre Laura Palmer plus longtemps dans sa vie quotidienne. Ces scènes permettent aussi de découvrir ce qui arrive au personnage de Phillip Jeffries (David Bowie) avant et après son apparition au bureau du FBI. The Missing Pieces implique également la présence de certains personnages de la série mais coupés dans le film, comme Josie Packard (Joan Chen), Pete Martell (Jack Nance), Ed Hurley (Everett McGill), Nadine Hurley (Wendy Robie) ou encore le Dr Jacoby (Russ Tamblyn).
Le long-métrage contient également deux scènes coupées se déroulant après la fin de la saison 2 de Twin Peaks, la première montrant Annie Blackburn à l'hôpital après son passage dans la loge noire et la deuxième prolongeant la scène de fin de la saison, avec le maléfique Cooper justifiant au Dr Hayward et au Shérif Truman sa blessure au front par une chute sur le tapis de la salle de bain.